# Општина Попешти (Арђеш)
Попешти (рум. Popeşti) општина је у Румунији у округу Арђеш.
Oпштина се налази на надморској висини од 134 m.